# ناصر أغاي
ناصر أغاي (20 يناير 1944 – 27 ديسمبر 2009) هو ملاكم إيراني راحل، مثّل بلاده في الألعاب الأولمبية الصيفية 1964.

## روابط خارجية
ناصر أغاي على موقع أوليمبيديا (الإنجليزية)